# Villafría (Pravia)
Villafría es una parroquia del concejo asturiano de Pravia, en España. Alberga una población de 76 habitantes (INE 2011) en 60 viviendas y ocupa una extensión de 3,42 km².
Está situada en la zona norte del concejo, a 7 km de la capital, Pravia. Limita al norte con las parroquias de Faedo y Piñera, ambas en el concejo de Cudillero; al noreste con la de Somao; al este con la de Santianes; al sur con la de Escoredo; y al oeste con la de Inclán.

## Poblaciones
Según el nomenclátor de 2011 la parroquia está formada por las poblaciones de:
- Recuevo (Recuevu en asturiano) (aldea): 30 habitantes.
- Villafría (aldea): 28 habitantes.
- Villamuñín (casería): 18 habitantes.